# Citroën Tubik
Der Tubik ist ein Konzeptauto von Citroën. Die offizielle Vorstellung erfolgte auf der Internationalen Automobil-Ausstellung Frankfurt 2011 unter dem Motto: Der Reise einen neuen Sinn geben. Der futuristische Minivan mit der ausgeprägten Motorhaube sollte vom Design her an den Citroën Typ H und den Citroën TUB erinnern.
Für den Antrieb sorgte der aus dem Peugeot 3008 bekannte Diesel-Hybridantrieb, während für den Fahrkomfort eine Hydropneumatik verbaut wurde. Die Beleuchtung erfolgte mittels LED-Scheinwerfer und Rückleuchten. Der Zugang erfolgte für Fahrer- und Beifahrerseite jeweils durch eine seitliche Flügeltür. Für den übrigen Zugang sorgte jeweils eine komplett über die seitliche Karosserie öffnende Flügeltür (inklusive der Fahrer- oder Beifahrerseiteflügeltür).
Besonders ausgestattet war auch der Innenraum, der Platz für 9 Personen bot. Hierbei konnten die Vordersitze um 360 Grad gedreht und in der Neigung verstellt werden. Die mittlere Sitzbank konnte entweder umgeklappt als Arbeitstisch benutzt oder zusammen mit der hinteren Sitzbank umgelegt als durchgehendes Bett verwendet werden, oder einfach weggeklappt werden für mehr Stauraum. Die Sitzflächen wurden aus Filz gefertigt, die Rückenlehnen und Türverkleidungen aus Seide und der Boden aus Leder.
Das Lenkrad und die Pedalerie erinnerten an ein Flugzeug; alle wichtigen Informationen erfolgten über ein Head-up-Display und die Bedienung von Klimaanlage, Radio etc. mittels Touchscreen.
Neben dem Design war laut Citroën besonders die Innenausstattung des Tubik Vorbild für den seit 2016 gebauten Citroën Spacetourer.

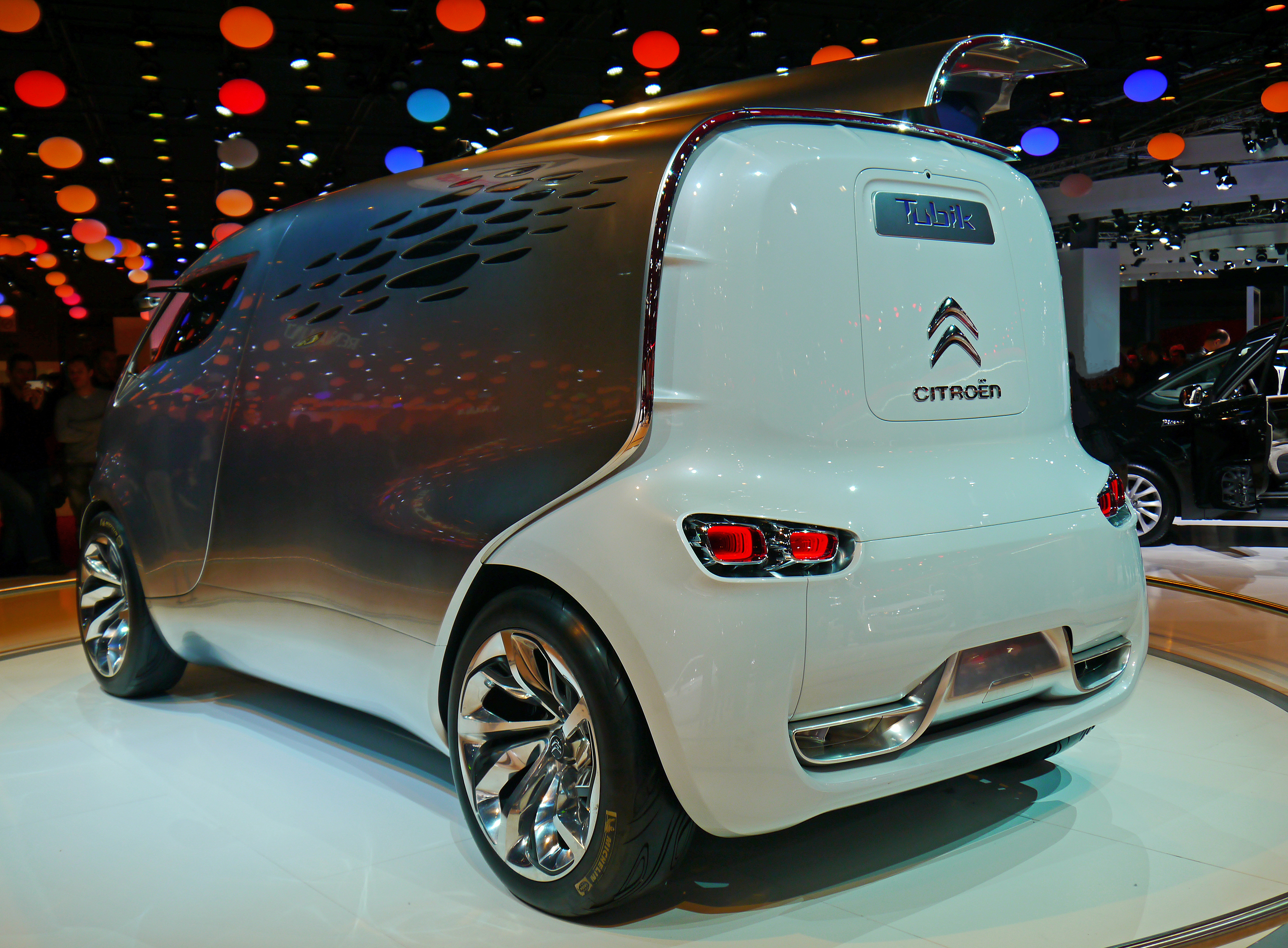
Heckansicht
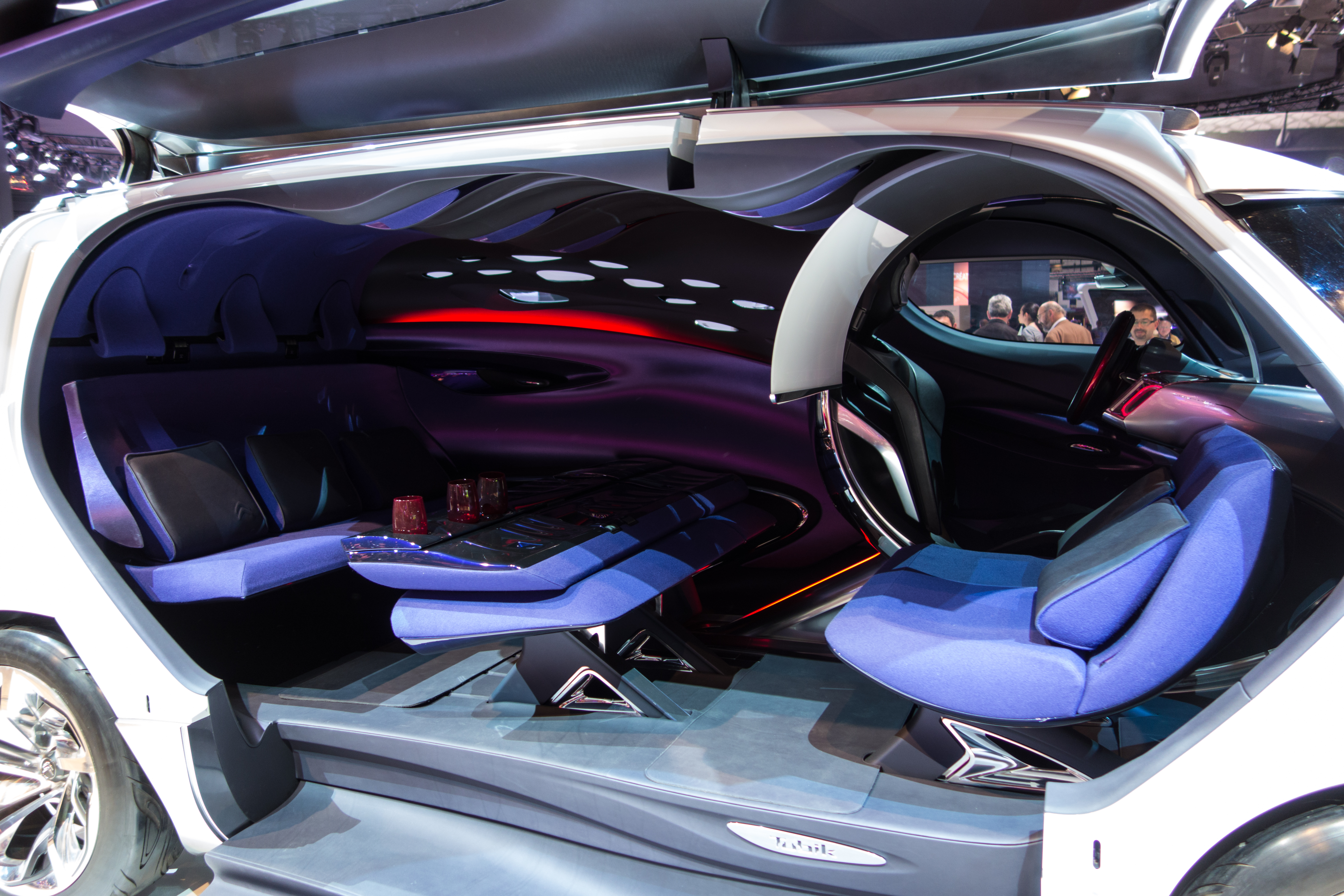
Innenraum